# Carlo Azeglio Ciampi
Carlo Azeglio Ciampi ( Livorno, Toscana, 9. prosinca 1920. – Rim, 16. rujna 2016.) bio je  talijanski političar i bankar. U periodu 1993. – 1994. obnašao je dužnost predsjednika vlade a u periodu 1999. – 2006. obnašao je dužnost predsjednika Italije, i na tom mjestu ga je naslijedio Giorgio Napolitano. 

## Životopis
Ciampi je studirao filozofiju a poslije je upisao pravni fakultet, koje završava 1941. odnosno 1946. godine. Tijekom Drugog svjetskog rata bio je član talijanskog pokreta otpora. Poslije Drugog svjetskog rata Ciami je radio kod talijanske središnje banke Banca d’Italia, obavljajući različite dužnosti. Postao je direktor banke 1979. godine. Ciampi je bio uvjereni Europejac i odigrao je odlučujuću ulogu u talijanskom priključenju Europskom monetarnom sustavu. Pored toga uspjelo mu je, usprkos unutrašnjoj političkoj krizi, održati liru stabilnom.
Tijekom unutarnje krize početkom 1990-ih godina, predsjednik Italije Oscar Luigi Scalfaro, imenovao je Ciampia premijerom, službom koju je obnašao samo jednu godinu, jer 
Silvio Berlusconi pobjeđuje na prijevremenim izborima. U periodu 1993. – 1994. vodio je prijelaznu vladu a bio je i ministar financija Italije i ministar domaćinstva i ekonomskog planiranja u periodu 1996. – 1999. u vladama Romana Prodija i Massima D’Alema. Kroz svoju strogu politiku fiskalne konsolidacije, Ciampi je uspio uvesti Euro u Italiju („Signor Euro“).
Ciampi je 13. svibnja 1999. izabran za desetog predsjednika Talijanske republike zamijenivši na tom mjestu Scalfara. Njegov izbor je potvrđen već u prvom krugu kada je dobio 707 glasova. Bio je omiljen kod velikog broja Talijana, i smatran je kao „Presidente con Anima“ (hr. predsjednik s dušom), i vrijedio je kao ozbiljna političar tijekom svog mandata za razliku od Silvia Berlusconia. Više puta, Ciami se protivio potpisivanju zakona tada vladajuće koalicije. 